# Eriophyidae

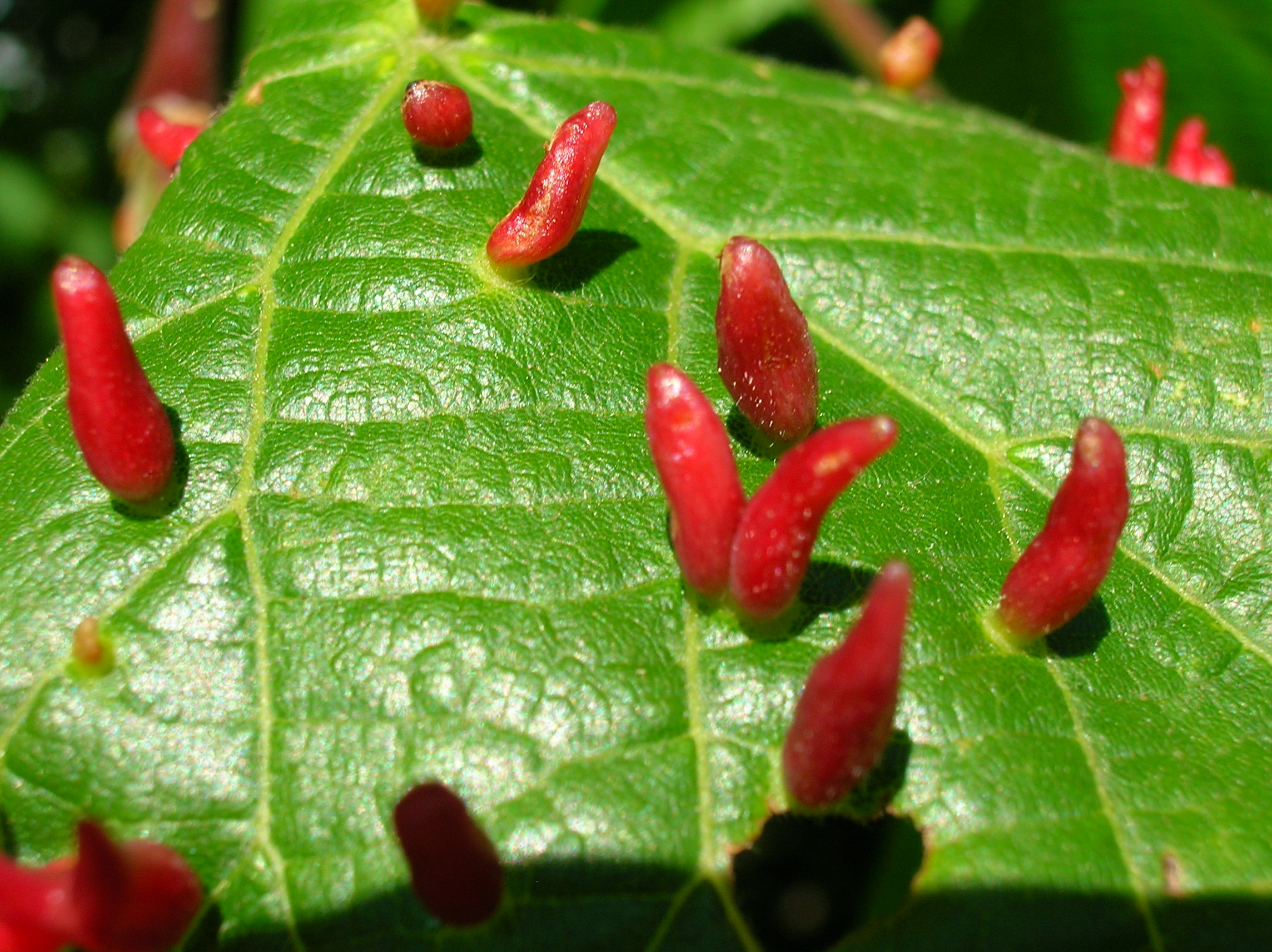
Galhas foliares causadas por Eriophyes tiliae (numa folha de tília).

Eriophyidae é uma família que inclui mais de 200 géneros de ácaros parasitas das plantas. São microácaros, de cor amarelada a rosada e a purpurescente, vermiformes, com apenas dois pares de pernas. A maioria das espécies provoca a formação de galhas, eríneos e outras deformações nos tecidos das plantas atacadas, para além de múltiplas espécies estarem associadas a danos nos tecidos vegetais ou serem veículo de diversas doenças virais das plantas. Foram descritas cerca de 3 600 espécies nesta família, mas este número representa uma pequena fracção do total já que a família permanece mal conhecida.
O método primário de dispersão é o vento (anemocoria). Afectam um largo espectro de plantas, sendo importantes pragas em algumas culturas, nas quais provocam importantes perdas económicas. Algumas espécies são utilizadas como agentes no controlo biológico de espécies invasoras ou infestantes das culturas.

## Espécies mais notáveis
Entre as espécies mais notáveis desta família incluem-se:
- Abacarus hystrix — uma praga dos cereais;
- Abacarus sacchari — uma praga da cana-de-açúcar;
- Acalitus essigi — uma praga das plantas do género Rubus (em particular da silva);
- Aceria chondrillae — utilizado como agente no controlo biológico da gramínea Chondrilla juncea;
- Aceria malherbae — utilizado como agente no controlo biológico da espécie infestante Convolvulus arvensis;
- Eriophyes guerreronis — uma praga dos coqueiros;
- Eriophyes padi — causador de galhas na cerejeira-negra;
- Eriophyes vitis (mais conhecido por Colomerus vitis) — o agente causador da erinose da videira.

## Géneros seleccionados
- Abacarus
- Aberoptus
- Acalitus
- Acaphylla
- Acaphyllisa
- Acaralox
- Acarelliptus
- Acaricalus
- Aceria
- Achaetocoptes
- Acritonotus
- Aculochetus
- Aculodes
- Aculops
- Aculus
- Adenoptus
- Aequsomatus
- Anthocoptes
- Bariella
- Boczekiana
- Brachendus
- Calacarus
- Calepitrimerus
- Callyntrotus
- Cecidophyes
- Cecidophyopsis
- Cisaberiptus
- Colomerus
- Coptophylla
- Cosetacus
- Criotacus
- Cupacarus
- Cymoptus
- Dichopelmus
- Ditrymacus
- Epitrimerus
- Eriophyes
- Gilarovella
- Glyptacus
- Keiferella
- Leipothrix
- Liroella
- Mesalox
- Metaculus
- Monochetus
- Neooxycenus
- Neotegonotus
- Oxycenus
- Paraphytoptus
- "Pentamerus" Roivainen, 1951 (non Sowerby, 1813: atribuição anterior)
- Phyllocoptes
- Phyllocoptruta
- Platyphytoptus
- Reckella
- Shevtchenkella
- Stenacis
- Tegolophus
- Tegonotus
- Tegoprionus
- Tetra
- Tetraspinus
- Thamnacus
- Tumescoptes
- Vasates